# グッドウッド競馬場

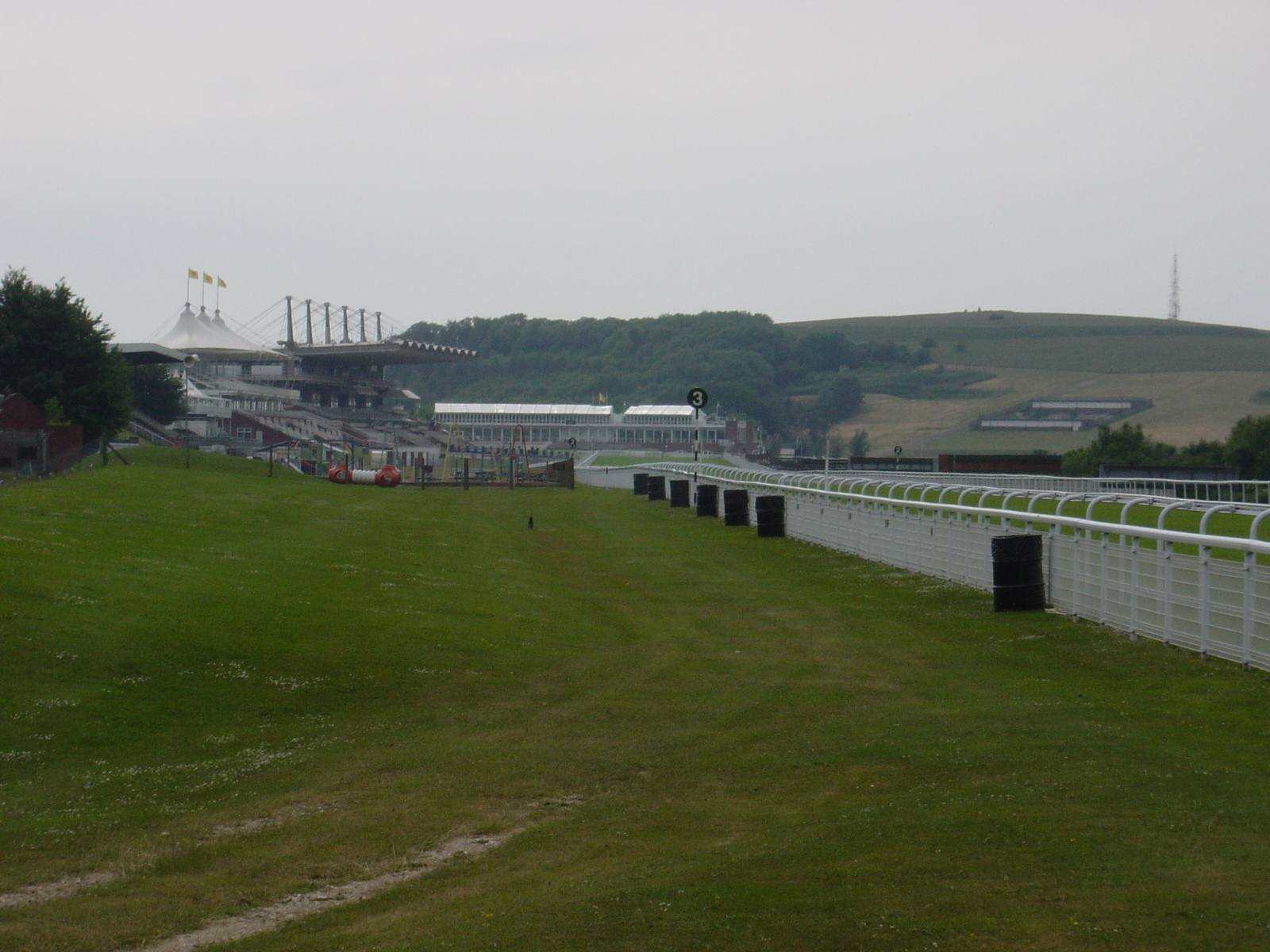
スタンド

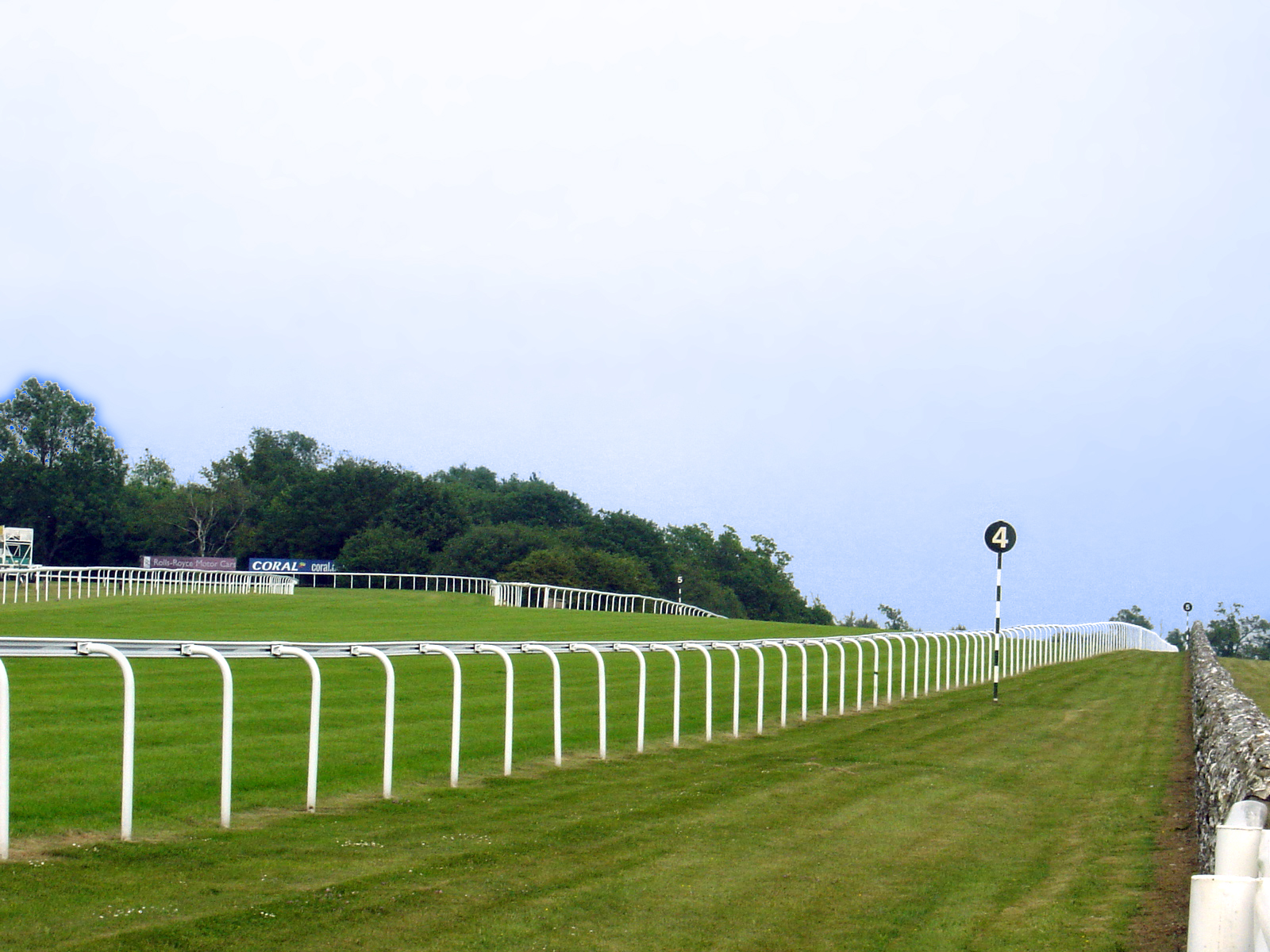
コース

グッドウッド競馬場（グッドウッドけいばじょう、Goodwood Racecourse）は、イングランド南部ウェスト・サセックス州チチェスターにある競馬場。チチェスター北部の丘に位置する。世界で最も美しい競馬場の1つとして親しまれている。

## コース
コースは全て芝。直線に8の字がくっついたような、特殊な形状（" ∞| "の様な形）を持つ。グッドウッドカップのような長距離競走だと8の字の付け根からスタートし、1周してから直線に入る形になる。この競走は、かつて2マイル5ハロン（約4200m）で行われており、当時はゴール付近からスタートし、8の字を回り、そして直線に戻ってくるという形で使っていた。直線は約1000mだが、ポケットを使えば1200mまでは全て直線で行うことも可能である。

## 主な開催
例年7月末から8月初旬にかけて行われる、グロリアスグッドウッド開催と呼ばれるフェスティバルが主要な開催で、火曜日から土曜日にかけて連続5日間、31競走が行われる。この間は、イギリスの紳士淑女が集まる華やかな社交の場と化す。エドワード7世はこの競馬場を "a garden party with racing tacked on"（競馬で彩られた園遊会） と呼んだ。
かつてはこの1開催のみであったが、現在は5月から10月に開催されている。

### グロリアスグッドウッド開催（7月末～8月初旬）
太字は代表的な競走
- サセックスステークス(G1、Sussex Stakes)
- ナッソーステークス(G1、Nassau Stakes)
- グッドウッドカップ(G1、Goodwood Cup)[1]
- スチュワーズカップ（Stewards' Cup）
- Lennox Stakes(G2)
- リッチモンドステークス(G2、Richmond Stakes)
- Vintage Stakes(G2)
- King George Stakes(G3)
- モールコームステークス(G3、Molecomb Stakes)
- Gordon Stakes(G3)
- Lillie Langtry Fillies' Stakes(G2)
- Oak Tree Stakes(G3)
- グロリアスステークス(G3)

### その他の開催

#### 5月
グッドウッドの最初の開催は、5月の上旬に行われる。5月中旬の「メイフェスティバル（May Festival）」開催で行われるコクトハットステークスやハイトオブファッションステークスは、グループ制では格付けを得るには至っていないものの、イギリスダービーやオークスの前哨戦として注目される場合がある。
- ハイトオブファッションステークス（Height of Fashion Stakes）- 5月。オークスの前哨戦となることもある。近年では、2010年の勝馬スノーフェアリーがオークスを勝った。
- コクトハットステークス（Cocked Hat Stakes）- 5月。旧名はプレドミネイトS（Predominate S）。ダービーの前哨戦となっており、1979年の勝馬トロイはダービーを制した。近年の勝馬にはドバイミレニアム、ジャパンカップに来日したジューン、ペンタイア、セントレジャー優勝のマスクトマーヴル（Masked Marvel）などがいる。

#### 6月
2014年の6月には、チャリティ開催が行われている。

#### 7月
グロリアスグッドウッド開催。

#### 8～9月
- Celebration Mile(G2) - 8月下旬
- Prestige Stakes(G3) - 8月
- Supreme Stakes(G3) - 8月下旬～9月上旬
- セレクトステークス（Select Stakes） - 廃止。9月中旬。秋に行なわれる1マイル1ハロン192ヤード（約1986メートル）のG3戦で、しばしば凱旋門賞を目指すイギリスの一流馬が前哨戦として出走した。過去の勝馬にはバルメリノ（Balmerino、凱旋門賞2着）、ダンシングブレーヴ（凱旋門賞優勝）、ムトト（凱旋門賞2着）、シングスピール（凱旋門賞には出走しなかったが、セレクトSの次走カナディアン国際Sとジャパンカップに優勝）、ムーンバラッド（セレクトSの次走チャンピオンステークスに優勝）

#### 10月
2014年のシーズン最後の開催は10月の中旬に開催されている。

## 歴史

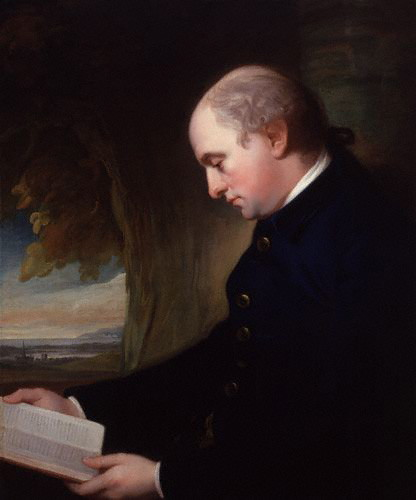
グッドウッド競馬場の創設者、第3代リッチモンド公爵

1696年に、初代リッチモンド公チャールズ・レノックスが狩猟を行うための別荘をチチェスターに取得した。その孫にあたる第3代リッチモンド公爵チャールズ・レノックスは、老後の隠居生活のため、チチェスターの別荘の周囲の整備を行い、その一環として1802年に作られたのがグッドウッド競馬場である。

### 初代リッチモンド公
「リッチモンド伯」という爵位は11世紀初頭から存在するが、爵位の所有者は王朝が交代に伴って他家に移ることがたびたびあった。現在のリッチモンド公爵位は17世紀のステュアート朝時代に授爵したレノックス家が代々受け継いでいる。
初代リッチモンド公（1672-1723年）はチャールズ2世（在位1660-1685年）の庶子である。母はルイーズ・ケルアイユ。
チャールズ2世は多くの愛人の間にたくさんの子を儲けた。これらの子には王位継承権はなかったが、代わりにチャールズ2世はたくさんの爵位や屋敷を子どもたちに与えた。初代リッチモンド公が受けた爵位は、イングランド貴族のリッチモンド公爵、マーチ伯爵、セトリントン男爵、スコットランド貴族のレノックス公爵、ダーンリー伯爵であり、フランスのルイ14世からはオウビーニュイ公爵を授かっている。初代リッチモンド公は、チャールズ2世の時代に主馬頭（Master of the Horse）に任じられていた。
リッチモンド公爵はロンドンにタウンハウス（リッチモンド・ハウス）を有していたが、狩猟を行うために、1697年にロンドンから遠く離れた南部のサセックスにあるチチェスターの山にカントリー・ハウスを購入した。

### 第2代リッチモンド公
第2代リッチモンド公は夫人との間に12人の子を儲けた。長男・次男は生後すぐに死んでしまったため、3男のチャールズ・レノックスが爵位を継ぐことになった。
また、多くの娘たちは後に「レノックス姉妹」と呼ばれるようになった。グッドウッド競馬場で現在行なわれている競走の中には、レノックス姉妹に由来するものもある。

### 第3代リッチモンド公

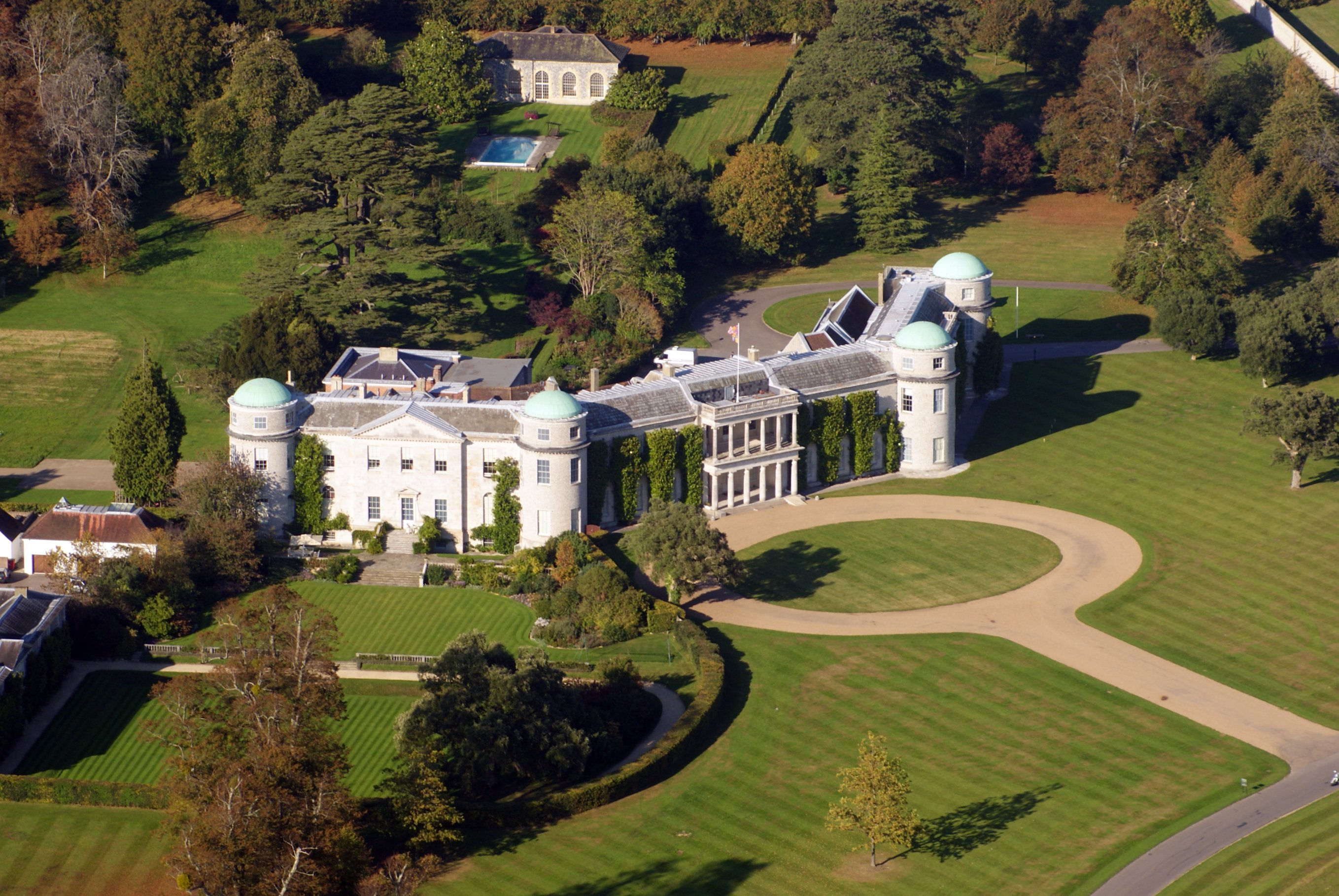
第3代リッチモンド公が改築した別荘

第3代リッチモンド公は18世紀に軍人や外交官として活躍した。アメリカでは植民地民の支援を行い、ジョージア州リッチモンド郡、マサチューセッツ州リッチモンドやレノックスにその名を残した。軍人としても補給庁長官として第2次ロッキンガム侯爵内閣とシェルバーン伯爵内閣に入閣し、晩年にはイギリス陸軍元帥まで昇った。（詳しくはリッチモンドステークス#競走名の由来を参照。）
第3代リッチモンド公は、老後の余生を過ごすためにチチェスターの別荘や周囲の整備を行った。別荘は著名な建築家ジェームズ・ワイアットに設計を依頼した。ワイアットは壮麗な八面の邸宅を設計したが、予算の都合で実際に実現したのは三面にとどまった。第3代リッチモンド公はまた、ジョージ・ベンティンクに依頼し、邸宅のそばに競馬場を新設し、1802年に完成した。これがグッドウッド競馬場である。第3代リッチモンド公は、サセックスで軍務についた者のなかから会員を募って競馬を行った。
現在もグッドウッド競馬場で行なわれているリッチモンドステークスの名は、この第3代リッチモンド公に由来する。また、モールコームステークスの名は、第3代リッチモンド公爵が、妹のサラ・レノックスが離婚した際に住居として建築したモールコーム邸宅に由来する。

### 第10代リッチモンド公
第3代リッチモンド公には後継者になる男子がいなかったため、甥チャールズ・レノックスが第4代リッチモンド公となった。
これ以降、爵位は代々受け継がれており、2013年の時点では第10代リッチモンド公が当主となっている。第10代リッチモンド公はグッドウッド競馬場の改革を行い、競走体系や施設の近代化を行った。
2013年現在のグッドウッド競馬場の公式HPには第10代リッチモンド公爵の署名があるが、ここでは「マーチ伯爵」の名義で署名している（グッドウッド競馬場公式HP WHY WE EXIST）。